# تپه چادرخان
تپه چادرخان مربوط به دوره عیلامیان - دوره اشکانیان است و در شهرستان کرمانشاه، بخش ماهیدشت، دهستان ماهیدشت، ۱ کیلومتری شمال روستای قمشهٔ سید یعقوب واقع شده و این اثر در تاریخ ۷ اسفند ۱۳۸۶ با شمارهٔ ثبت ۲۱۷۳۴ به‌عنوان یکی از آثار ملی ایران به ثبت رسیده است.